# 洋楽倶楽部80's
洋楽倶楽部80's（ようがくくらぶエイティーズ）は、NHK総合テレビジョンで放送されていた日本の音楽番組。

## 概要
内容
1980年代の洋楽のビデオクリップを見ながら、その当時の音楽シーン、時代背景などを振り返る。80年代の音楽が聴けるバーという設定で、ナビゲーターの髙嶋政宏は、そこのマスターという設定である。パイロット版第1回では、ミュージック・ビデオを紹介する際に小芝居があったが、第2回から無くなった。また、パイロット版でカウンターにいた店員は、レギュラー放送ではいなくなり、替わりにマネキンが置かれている。
レギュラー放送までの背景
2010年3月11日・8月11日にパイロット版を放送する「NHK番組たまご」の枠で放送され、その後、レギュラー化（2010年10月1日から12月17日まで）が決定した。レギュラー終了後の2011年以降はスペシャルとして不定期での単発放送に切り替わる。

## 出演者
- 高嶋政宏 - ナビゲーター[1]

## 放送リスト
| シーズン           | 回 | 放送日         | 内容                               | ゲスト                         |
| ------------------ | -- | -------------- | ---------------------------------- | ------------------------------ |
| パイロット版       | 1  | 2010年3月11日  |                                    | 佐藤二朗、橋本愛実             |
| パイロット版       | 2  | 2010年8月11日  |                                    | ジョン・カビラ                 |
| レギュラー番組時代 | 1  | 2010年10月1日  | 80年代にブレイク!今も現役!!        | ジョン・カビラ                 |
| レギュラー番組時代 | 2  | 2010年10月8日  | 洋楽HITS!From Movies!!             | シャーリー富岡                 |
| レギュラー番組時代 | 3  | 2010年10月15日 | Heavy Metal 80's                   | 伊藤政則                       |
| レギュラー番組時代 | 4  | 2010年10月22日 | Girls On Video!                    | クリス・ペプラー               |
| レギュラー番組時代 | 5  | 2010年10月29日 | 感動のバラード!                    | 伊藤政則                       |
| レギュラー番組時代 | 6  | 2010年12月3日  | ブリティッシュ・インベイジョン80's | 高樹千佳子                     |
| レギュラー番組時代 | 7  | 2010年12月10日 | BIG NAME 80's!                     | クリス・ペプラー               |
| レギュラー番組時代 | 8  | 2010年12月17日 | Dancing 80's                       | ジョン・カビラ                 |
| 特別編             |    | 2010年12月24日 | ウインタースペシャル               | ジョン・カビラ、高樹千佳子     |
| 特別編             |    | 2011年4月24日  | スプリングスペシャル               | 伊藤政則、シャーリー富岡       |
| 特別編             |    | 2011年8月17日  | サマースペシャル                   | ジョン・カビラ、高樹千佳子     |
| 特別編             |    | 2012年1月5日   | 2012ウインター・ロンドンスペシャル | 高樹千佳子、屋敷豪太、伊藤政則 |
| 特別編             |    | 2012年8月26日  | サマースペシャル                   | クリス松村                     |
| 特別編             |    | 2014年12月24日 | バンド・エイドに集ったアーティスト | クリス・ペプラー、クリス松村   |